# بارني فرينش
بارني فرينش (بالإنجليزية: Barney French)‏ هو سياسي أسترالي، ولد في 7 أغسطس 1922، وتوفي في 10 يناير 2005. حزبياً، نشط في حزب العمال الأسترالي. وقد انتخب عضو المجلس التشريعي نيو ساوث ويلز.